# Пјани д’Ерна
Пјани д'Ерна је насеље у Италији у округу Леко, региону Ломбардија.
Према процени из 2011. у насељу је живело 14 становника. Насеље се налази на надморској висини од 1288 м.